# Aptoglobina
L'aptoglobina è una mucoproteina, del gruppo elettroforetico ematico delle alfa-globuline.
Nel plasma sanguigno, l'aptoglobina lega l'emoglobina libera (Hb) rilasciata dagli eritrociti con alta affinità e quindi inibisce la sua attività ossidativa. Il complesso aptoglobina-emoglobina verrà quindi rimosso dal sistema reticoloendoteliale (principalmente la milza).
In ambito clinico, il test per l'aptoglobulina viene utilizzato per lo screening e il monitoraggio dell'anemia emolitica intravascolare. Nell'emolisi intravascolare, l'emoglobina libera verrà rilasciata in circolazione e quindi l'aptoglobina legherà l'emoglobina. Ciò causa un calo dei livelli di aptoglobina rilevabili al sierologico, (è infatti uno dei tre indici di emolisi insieme a: LDH e bilirubina indiretta che al contrario sono entrambe aumentate).
Al contrario, nell'emolisi extravascolare il sistema reticoloendoteliale, in particolare i monociti splenici, fagocitano gli eritrociti e l'emoglobina non viene rilasciata in circolazione; tuttavia, un'emolisi importante può portare comunque a rilasciare emoglobina causando la riduzione dei livelli di aptoglobina. Pertanto, l'aptoglobina non è un modo affidabile per differenziare emolisi intravascolare ed extravascolare.

## Funzione
Questo gene codifica per una preproproteina che viene processata per produrre catene alfa e beta, che successivamente si combina come un tetramero per produrre l'aptoglobina. L'aptoglobina agisce per legare l'emoglobina plasmatica libera, che consente agli enzimi degradativi di accedere all'emoglobina, evitando allo stesso tempo la perdita di ferro attraverso i reni e proteggendo i reni dai danni dell'emoglobina

## Sintesi
L'aptoglobina è prodotta principalmente da cellule epatiche ma anche da altri tessuti come pelle, polmone e reni. Inoltre, il gene dell'aptoglobina è espresso in tessuto adiposo murino e umano. È stato dimostrato che l'aptoglobina è espressa anche nel tessuto adiposo del bestiame.

## Struttura
L'aptoglobina, nella sua forma più semplice, consiste di due catene alfa e due beta, collegate da ponti disolfuro. Le catene derivano da una proteina precursore comune, che viene scissa proteoliticamente durante la sintesi proteica.
Hp esiste in due forme alleliche nella popolazione umana, i cosiddetti Hp1 e Hp2, l'ultimo a causa della duplicazione parziale del gene Hp1. Tre genotipi di Hp, quindi, si trovano negli esseri umani: Hp1-1, Hp2-1 e Hp2-2. Hp di genotipi diversi hanno dimostrato di legare l'emoglobina con diverse affinità, con Hp2-2 che è il legante più debole.

## Significato clinico
Dal momento che il sistema reticoloendoteliale rimuoverà il complesso di aptoglobina-emoglobina dal corpo, i livelli di aptoglobina saranno ridotti nelle anemie emolitiche. Nel processo di legame dell'emoglobina, l'aptoglobina sequestra il ferro contenuto nell'emoglobina, impedendo ai batteri che sfruttano il ferro di beneficiare dell'emolisi. Si è teorizzato che, a causa di ciò, l'aptoglobina si sia evoluta in una proteina in fase acuta. HP ha un'influenza protettiva sul rene emolitico.
Nello specifico l'aptoglobina plasmatica possiede la proprietà di combinarsi con l'emoglobina extraglobulare per formare un complesso aptoglobina-emoglobina (Ap-Hb), il quale è rapidamente captato ed eliminato dalle cellule del SRE (Sistema Reticolo-Endoteliale). La liberazione eccessiva di Hb nel plasma, in seguito ad una crisi emolitica, porta dunque alla rapida consumazione dell'aptoglobina plasmatica, e la clearance dei complessi Ap-Hb ad opera del SRE che conduce in qualche ora ad una condizione di anaptoglobinemia (scomparsa dell'aptoglobina), che in generale persiste per diversi giorni. Oltre che nei casi di emolisi, aumenta anche in condizioni di infiammazioni croniche, neoplasie e ustioni.  Nelle situazioni di emolisi cronica, anche se lievi (ad esempio nella sferocitosi), l'assenza dell'aptoglobina plasmatica è considerata normale.

### Test
La misurazione del livello di aptoglobina nel sangue di un paziente viene ordinata ogni volta che un paziente presenta sintomi di anemia, come pallore, affaticamento o mancanza di respiro, insieme a segni fisici di emolisi, come ittero o urina di colore scuro. Il test è anche comunemente ordinato come una batteria di anemia emolitica, che comprende anche un conteggio di reticolociti e uno striscio di sangue periferico. Può anche essere ordinato insieme a un test antiglobulinico diretto quando un paziente è sospettato di avere una reazione trasfusionale o sintomi di anemia emolitica autoimmune. Inoltre, può essere ordinato in combinazione con una bilirubina.

### Interpretazione
Una diminuzione dell'aptoglobina può supportare una diagnosi di anemia emolitica, specialmente se correlata con una diminuzione della conta dei globuli rossi, dell'emoglobina e dell'ematocrito e anche con un aumento della conta reticolocitaria.
Se la conta reticolocitaria è aumentata, ma il livello di aptoglobina è normale, ciò potrebbe indicare che la distruzione cellulare si verifica nella milza e nel fegato, il che può indicare un'emolisi indotta da farmaci o una displasia da globuli rossi. La milza e il fegato riconoscono un errore nei globuli rossi (che rivestono il rivestimento della membrana dei globuli rossi o di una membrana disfunzionale dei globuli rossi) e distruggono la cellula. Questo tipo di distruzione non rilascia l'emoglobina nel sangue periferico, quindi l'aptoglobina non può legarsi ad essa. Pertanto, l'aptoglobina rimarrà normale se l'emolisi non è grave. Nell'emolisi extra-vascolare grave, i livelli di aptoglobina possono anche essere bassi, quando una grande quantità di emoglobina nel sistema reticoloendoteliale porta al trasferimento di emoglobina libera nel plasma.
Se ci sono sintomi di anemia, ma sia la conta reticolocitaria che il livello di aptoglobina sono normali, l'anemia non è probabilmente dovuta all'emolisi, ma piuttosto un altro errore nella produzione cellulare, come l'anemia aplastica
Livelli di aptoglobina diminuiti ma non associati a segni di anemia possono indicare danni al fegato.
Poiché l'aptoglobina è una proteina di fase acuta, qualsiasi processo infiammatorio (infezione, stress estremo, ustioni, gravi lesioni da schiacciamento, allergie, ecc.) può aumentare i livelli di aptoglobina nel plasma.